# François Blondel
François Blondel, född 15 juni 1618, död 21 januari 1686, var en fransk arkitekt. Han var farbror till Jacques-François Blondel.
Blondel erhöll en lärd uppfostran och företog vidsträckta resor bland annat i Skandinavien och Lappmarken, besökte som diplomat Konstantinopel och Egypten samt Västindien. Trots att han egentligen var matematiker och ingenjör, fick Blondel en betydande verksamhet inom arkitekturen, byggde en bro över Charente och restaurerade flera äldre byggnadsverk. Han deltog i militära arbeten i Rochefort och uppgjorde 1676 tillsammans med Pierre Bullet en ny stadsplan för Paris, som på Ludvig XIV:s befallning försågs med nya kajer, nya hamnar, vidgade gator och så vidare. År 1672 uppförde Blondel till kungens ära den 72 fot höga Porte Saint-Denis, vilken smyckades med François Girardons och Michel Anguiers reliefer. Han blev 1672 professor i arkitektur vid och direktör för franska arkitekturakademin i Paris, där han verkade fram till sin död. Han var trogen Vitruvius principer och motståndare till gotiken och till Francesco Borrominis barockstil. Blondel anses ha uppgjort det första utkastet till tyghuset i Berlin. Bland Blondels skrifter märks Cours d'architecture (5 band, 1675-1683). Han skrev även matematiska och tekniska läroböcker. Blondel är representerad vid Nationalmuseum.